# Pilgrimage
Pilgrimage é um filme norte-americano de 1933, do gênero drama, dirigido por John Ford.

## Elenco
- Henrietta Crosman - Mrs. Hannah Jessop
- Heather Angel - Suzanne
- Norman Foster - Jim 'Jimmy' Jessop (Filho de Hannah)
- Lucille La Verne - Mrs. Kelly Hatfield
- Maurice Murphy - Gary Worth
- Marian Nixon - Mary Saunders
- Jay Ward - Jimmy Saunders (Filho de Maria e de Jimmy Hessop)
- Robert Warwick - Major Albertson
- Louise Carter - Mrs. Rogers
- Betty Blythe - Janet Prescot
- Francis Ford - Mayor Elmer Briggs
- Charley Grapewin - Dad Saunders
- Hedda Hopper - Mrs. Worth (Mãe do Gary Worth)
- Frances Rich - A enfermeira